# Tipula ishana
Tipula ishana är en tvåvingeart som beskrevs av Alexander 1953. Tipula ishana ingår i släktet Tipula och familjen storharkrankar. Inga underarter finns listade i Catalogue of Life.